# Devendra pardalis
Espèce
Synonymes
- Campostichomma pardale Simon, 1898

Devendra pardalis est une espèce d'araignées aranéomorphes de la famille des Zoropsidae.

## Distribution
Cette espèce est endémique du Sri Lanka. Elle se rencontre vers Kandy

## Description
La femelle holotype mesure 5 mm.
Les femelles mesurent de 5,15 à 7,10 mm.

## Publication originale
- Simon, 1898 : Descriptions d'arachnides nouveaux des familles des Agelenidae, Pisauridae, Lycosidae et Oxyopidae. Annales de la Société entomologique de Belgique, vol. 42, p. 1-34 (texte intégral).